# اسبک (جانور)
اسبک (جانور) (نام علمی: Hippidion) نام یک سرده از تیره اسبیان است.